# De Rotterdam
De Rotterdam – wielofunkcyjny kompleks trzech połączonych ze sobą wieżowców, położony przy Wilhelminakade 135 w Rotterdamie, w dzielnicy Kop van Zuid, zaprojektowany przez biuro Rema Koolhaasa Office for Metropolitan Architecture. Zbudowano go w latach 2009–2013.

## Lokalizacja
De Rotterdam położony jest przy Wilhelminakade 135 w Rotterdamie na obszarze Kop van Zuid. Kompleks znajduje się w północnej strefie powstałego na zrewitalizowanym molo Wilhelminapier, nad południowym brzegiem Nowej Mozy, w sąsiedztwie Erasmusbrug.
Przy kompleksie De Rotterdam położny jest przystanek autobusowy i tramwajowy oraz stacja metra Wilhelminaplein.

## Historia
De Rotterdam powstał jako jeden z ostatnich projektów przeobrażenia Kop van Zuid w Rotterdamie, stając się częścią zrewitalizowanej dawnej dzielnicy portowej Wilhelminapier. Projektowanie kompleksu rozpoczęto już w 1997 roku.
Nazwa De Rotterdam pochodzi od nazwy jednego ze statków linii Holland America Line, który wypływał z Wilhelminapier w kierunku Stanów Zjednoczonych.
Prace budowlane De Rotterdam rozpoczęły się w grudniu 2009 roku, a ukończono je w listopadzie 2013 roku. Koszt inwestycji wyniósł 340 mln euro.
De Rotterdam był pierwowzorem dla kompleksu dwóch wieżowców .KTW, ukończonego w 2022 roku w Katowicach.

## Architektura i funkcje

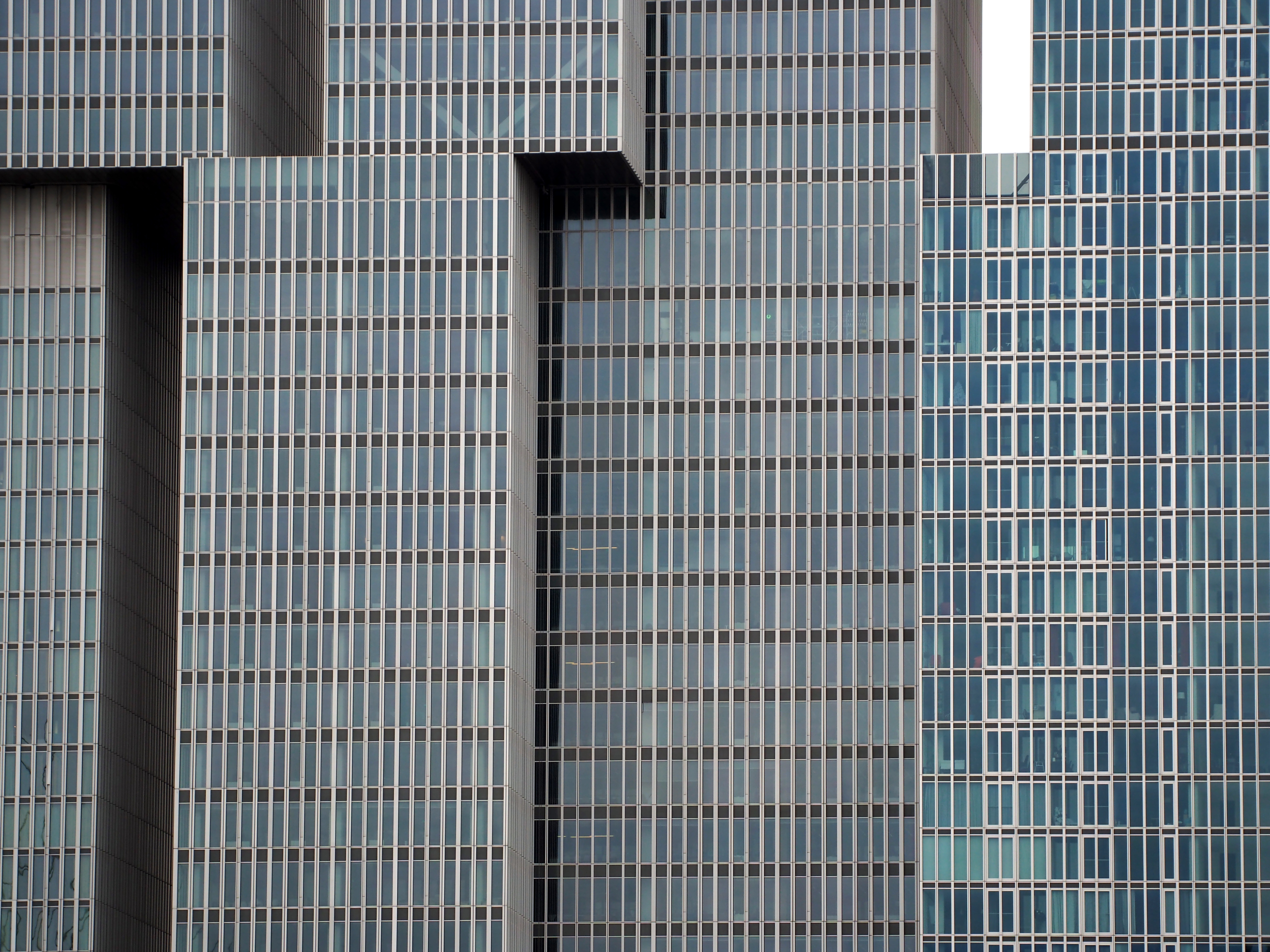
Fragment elewacji De Rotterdam

De Rotterdam to największy wielofunkcyjny budynek w Holandii. Powierzchnia całkowita kompleksu wynosi około 162 tys. m², z czego m.in. biura zajmują 72 tys. m² powierzchni, mieszkania 34,5 tys. m², hotel 19,0 tys. m², a parkingi 31,0 tys. m².
Wysokość De Rotterdam sięga 151,3 m; budynek ma 44 kondygnacje (podawanych jest też 45 kondygnacji nadziemnych i 2 podziemne). Kompleks tworzą trzy wieżowce umieszczone w rzędzie z odstępami około 7 metrów. Oparte są na wspólnej, sześciokondygnacyjnej podstawie o wysokości 27,2 m, w której znajdują się lobby i przestrzenie publiczne. Każda z tych wież tworzy dwie przesunięte względem siebie bryły, tworząc razem stos odrębnych bloków w formie nieregularnego skupiska. Wygląd elewacji budynku jest jednolity. Jest ona pokryta szkłem z pionowymi aluminiowymi słupkami – na wszystkich kondygnacjach znajdują się okna sięgające od podłogi do sufitu.
Kompleks zaprojektowany został w prowadzonej przez Rema Koolhaasa pracowni Office for Metropolitan Architecture w stylu dekonstruktywizmu. Koolhaas określił De Rotterdam „miastem wertykalnym”. W budynku mieszczą się: biura, apartamenty, hotel, sale konferencyjne, sklepy, restauracje i kawiarnie. Budynek stanowi też siedzibę części urzędów miasta Rotterdam. Poszczególne funkcje kompleksu podzielone są na odrębne bloki zabudowy, tworząc przejrzysty podział, który jednocześnie zapewnia synergię całego kompleksu, umożliwiając użytkownikom kompleksu – zarówno mieszkańcom, jak i pracownikom biurowym – korzystanie z udogodnień oferowanych w De Rotterdam.
Inwestorami kompleksu były spółki MAB oraz OVG Real Estate.

## Nagrody i wyróżnienia
- Laureat nagrody CTBUH w kategorii Best Tall Building Europe 2014[1].

## Galeria

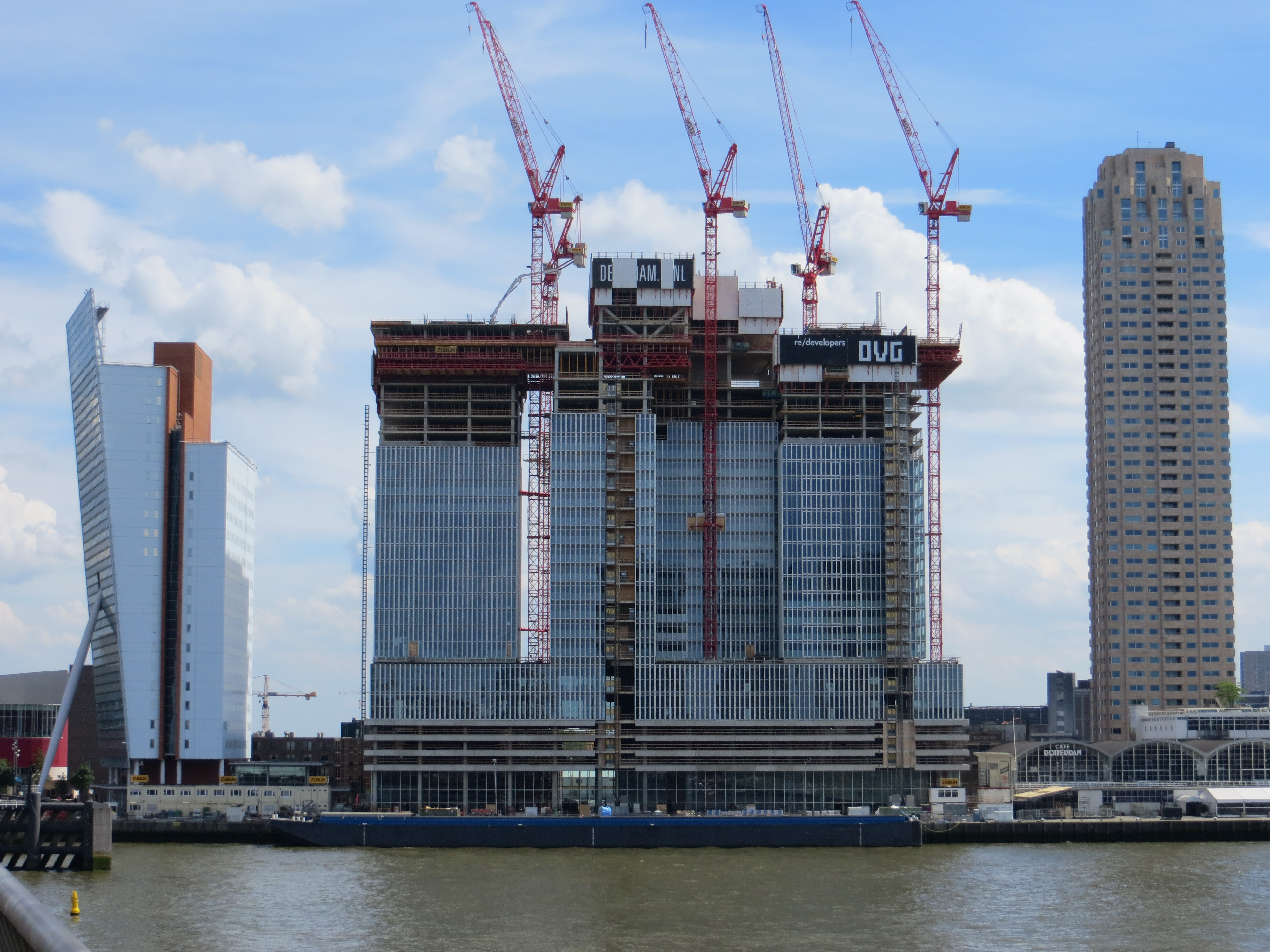
De Rotterdam w trakcie budowy (2012)
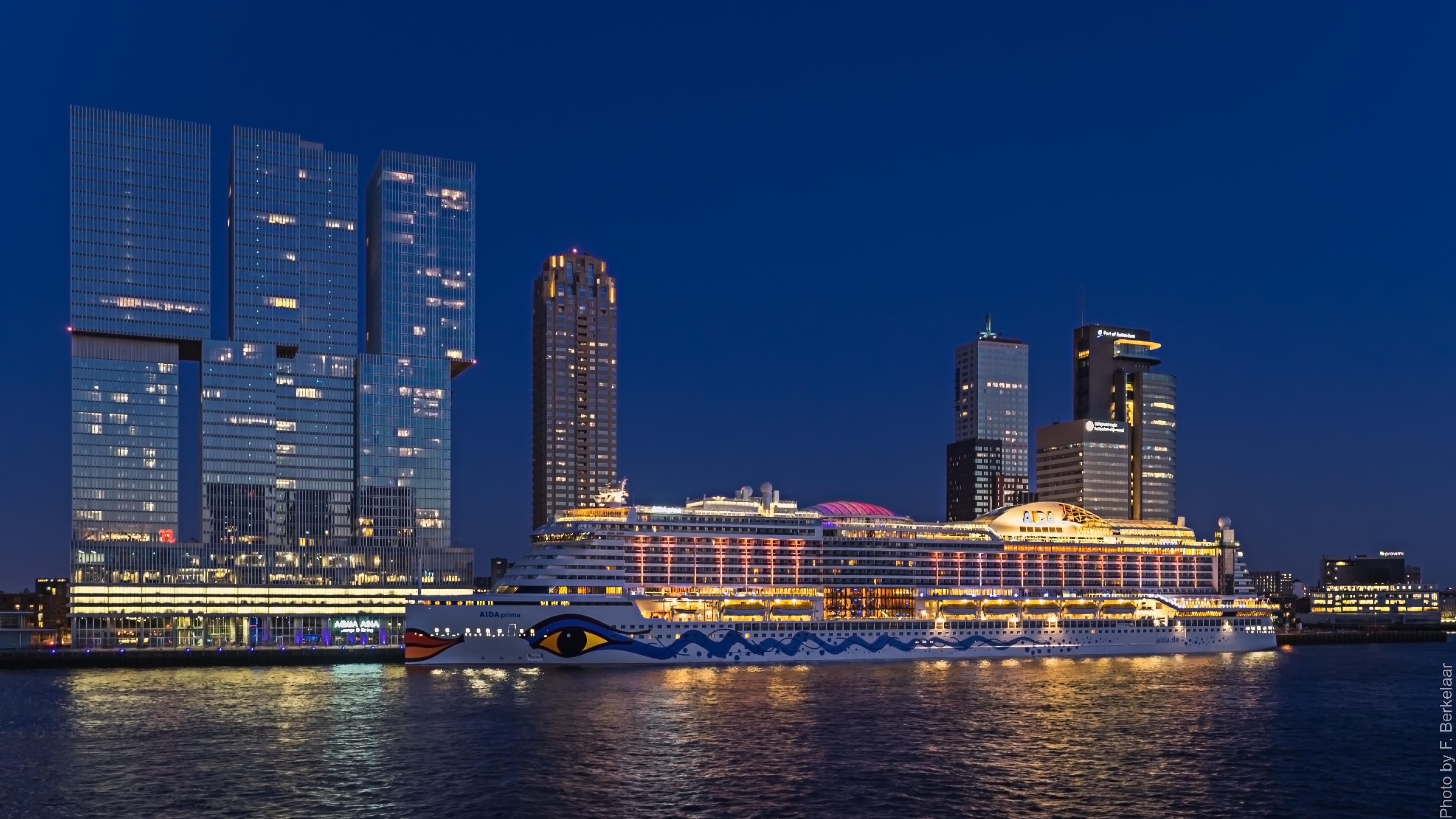
De Rotterdam (po lewej) w sąsiedztwie AIDAprima (2016)
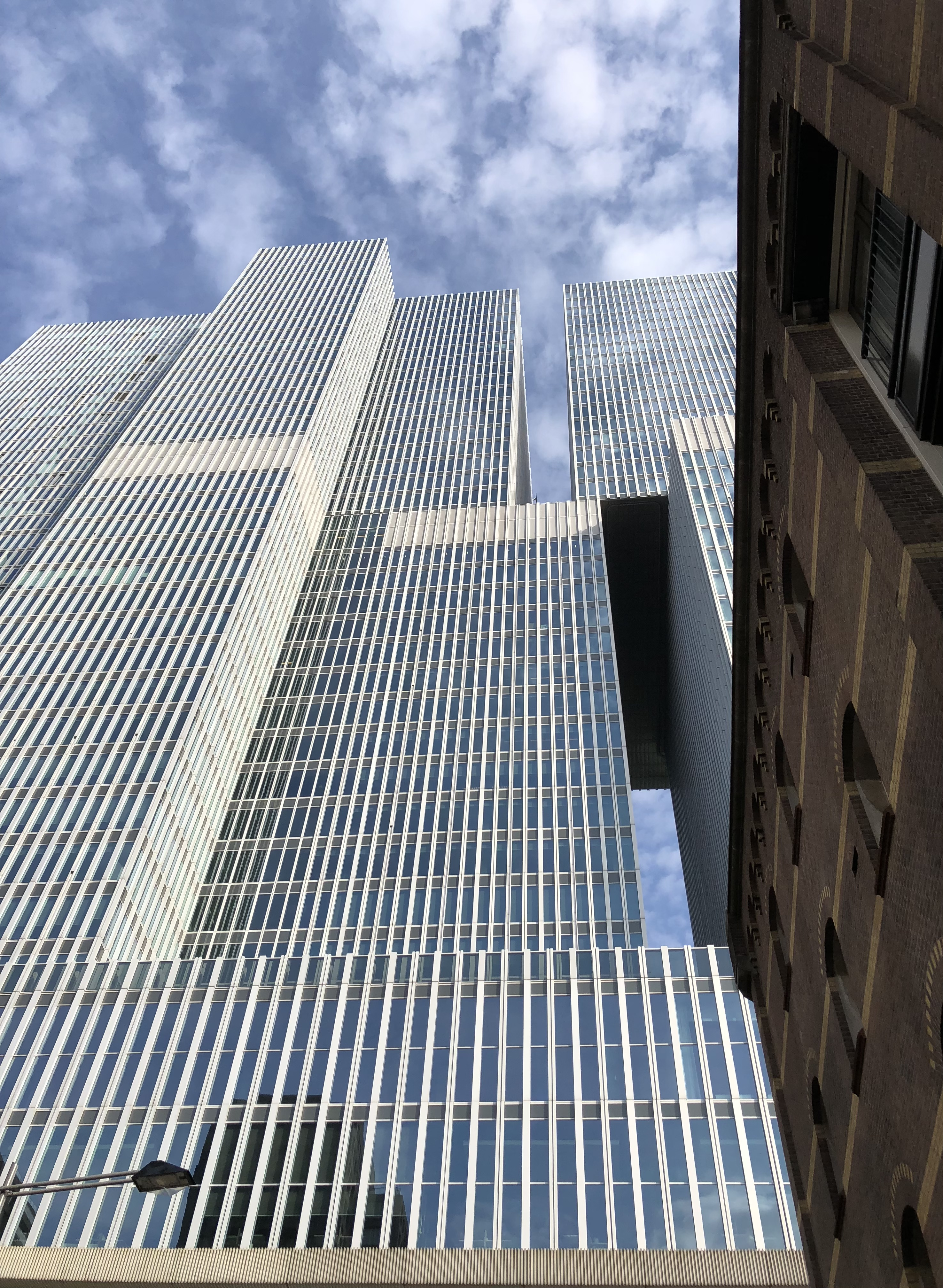
Fragment De Rotterdam (2019)
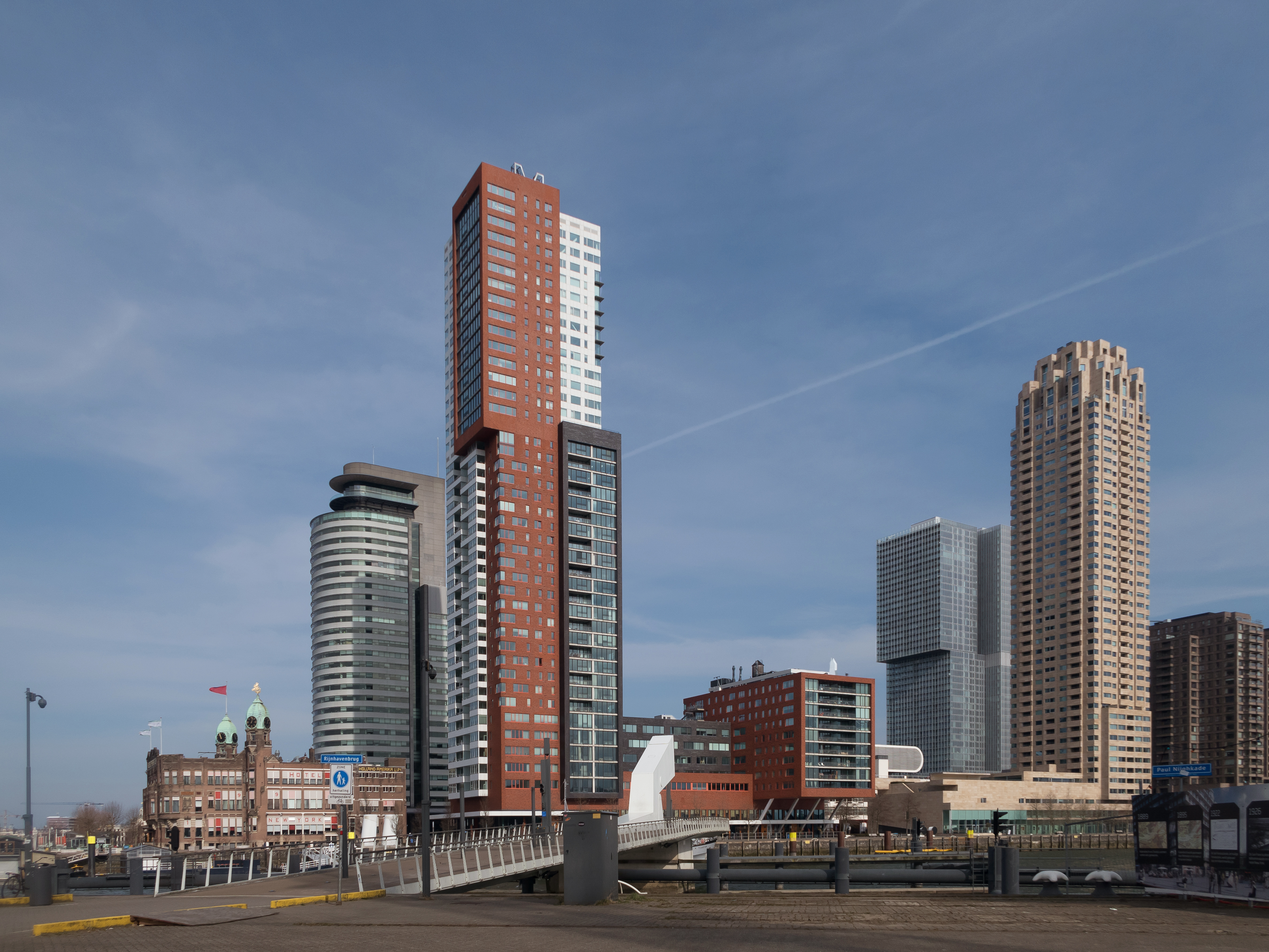
Fragment Kop van Zuid z widocznym De Rotterdam (2018)
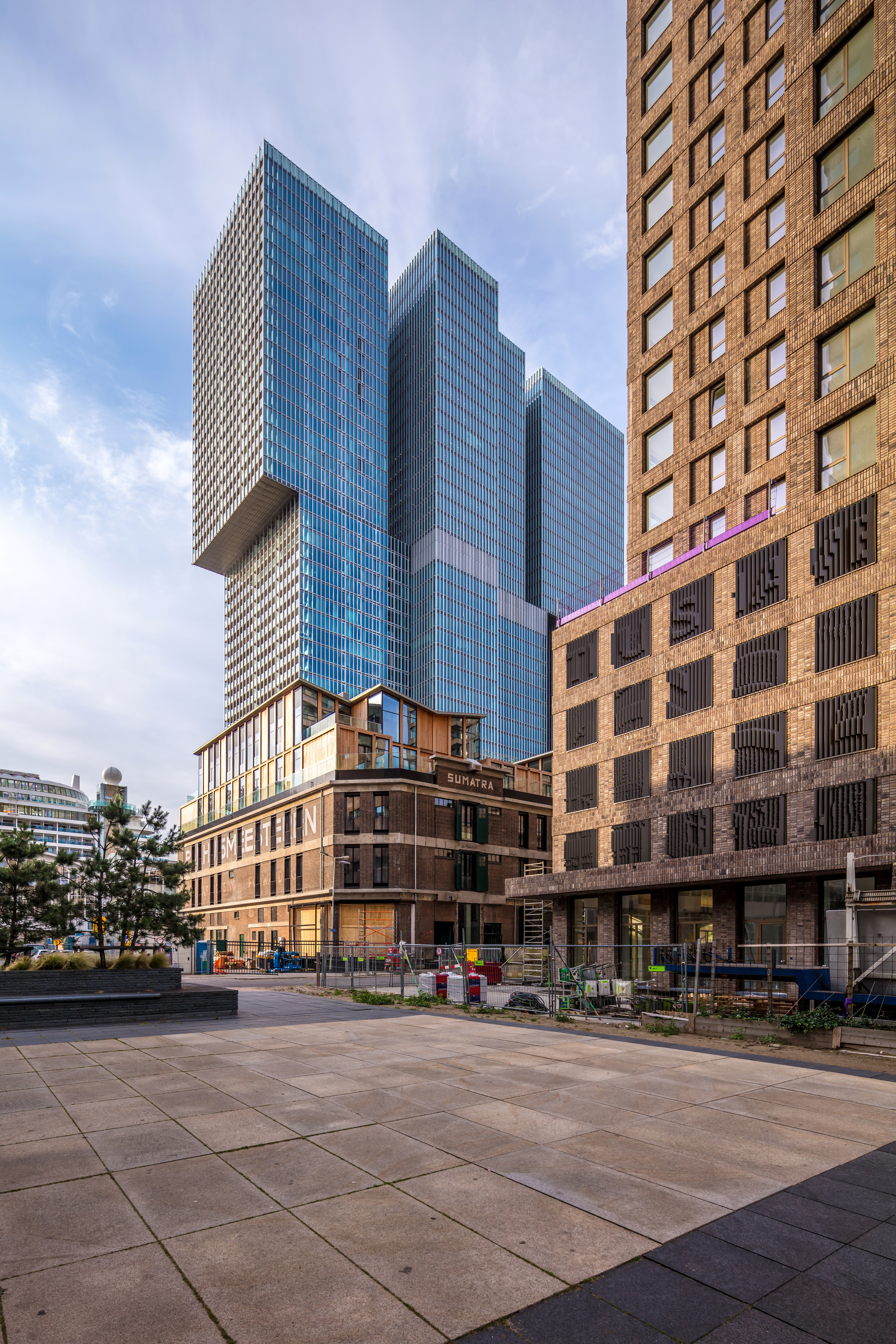
Fragment De Rotterdam (2017)
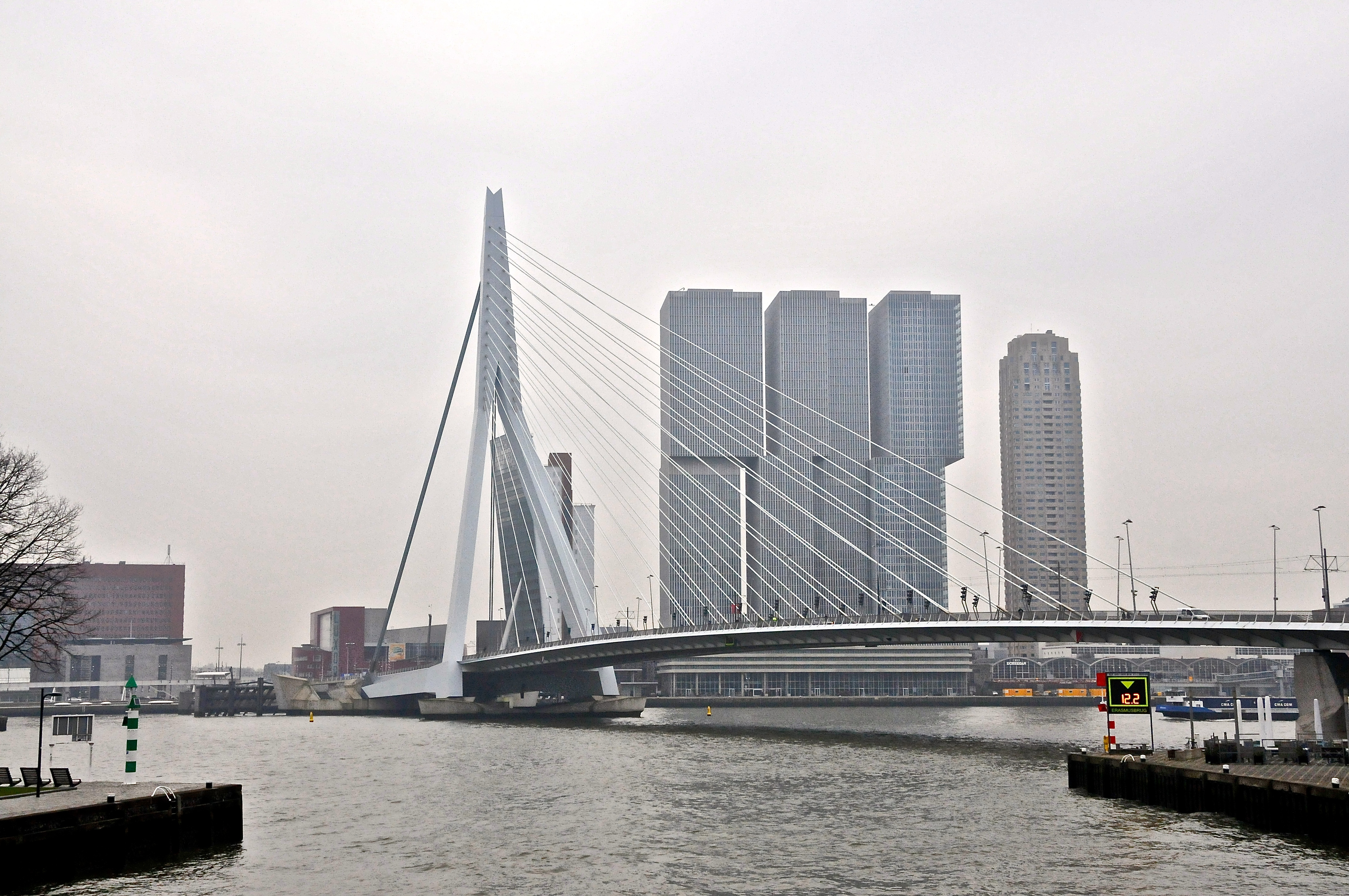
De Rotterdam na tle Erasmusbrug (2015)